# Neogryllopsis tshokwane
Neogryllopsis tshokwane är en insektsart som beskrevs av Otte, D. 1983. Neogryllopsis tshokwane ingår i släktet Neogryllopsis och familjen syrsor. Inga underarter finns listade i Catalogue of Life.